# 司馬榦
司馬榦（232年—311年2月26日），字子良，西晋宗室，河內溫縣人。司馬懿嫡三子，排行第六，张春华所生（胞兄為司馬师與司馬昭）。妻为满宠之女，满伟之妹。

## 生平

### 前中期
曹魏末以公子（司马懿追封公爵）赐爵安阳亭侯。后来魏帝曹髦攻打司马昭时，司马榦闻讯欲入阊阖掖门，但守门的司马昭掾属满长武、孙佑等不纳，只让他走东掖门，导致他未能及时与司马昭会合。司马昭为此要灭孙佑族，在从事中郎荀勖劝谏下免孙佑为庶人，而满长武则受刑而死，其父即司马榦的内兄卫尉满伟也被免为庶人。
迁抚军中郎将，进爵平阳乡侯。建五等爵位，改封定陶伯。晋武帝登基，封平原王，封邑一万一千三百户，给鼓吹、驸马二匹，加侍中之服。咸宁初年，遣诸王之国就藩，司马榦有疾病，所以清虚静退，简于情欲，晋武帝特诏留他在洛阳。太康末年，拜光禄大夫，加侍中，特假金章紫绶，班次三司。晋惠帝即位，进左光禄大夫，侍中如故，剑履上殿，入朝不趋。
司馬榦为王，並不太理會王国的事务，但按官員才幹调動和补缺職位，而且把爵祿視作等閒，所得的俸祿及布帛都任由它累积腐烂；在下雨天则將上層貴族用的有蓋牛车拿出來任風雨吹打，反而將低下層用的沒蓋車收起，別人問起原因時便回答：“因為是沒蓋的所以(下雨時)應該收起。”朝廷大臣拜訪司馬榦時，儘管已向他通報姓名，他都要對方把车马停在府门外，甚至整日不接见對方。能夠見得著司馬榦的人，發現他與其他人交際應對，態度恭謹謙逊，始終沒有什麼過失。司馬榦的姬妾死后，入敛不钉棺，置于后空室之中，司馬榦几天去看一次，有时居然对尸体行淫秽，等到尸体腐烂才安葬。

### 八王時期
赵王司马伦辅政，以司马榦为卫将军。惠帝反正复位，又以司马榦为侍中，加太保。齐王司马冏平定赵王司马伦後，司馬氏宗室與及朝臣都用牛酒劳赏司马冏，只有司马榦怀揣百钱，见到親侄孫司马冏便對他说：“赵王犯上作乱，你能举义勤王，是你的功勞，現在我以百钱來贺你。即使如此，要穩坐高位是很困難的，你不能不小心謹慎。”司马冏辅政，司马榦到访，司马冏出門行禮迎接他。司马榦進入室中，踞坐在床上，不让司马冏坐下，对他说：“你不要效法白女兒。”「白女兒」意指司马伦。司马冏被杀后，司马榦恸哭，对左右说：“宗室日漸衰敗，唯有這個孩兒最能支持大局，但現在宗室又殺害他，自此之後司馬氏就危險了！”
东海王司马越（司马榦之族侄）在八王之亂後期起兵得勢，進入洛阳後前往探望司马榦，司马榦闭门不讓他進府。司马越驻车等候良久，司马榦才派人道歉送客，他自己在门后偷看。当时没人知道他的意思，有人认为他有疾病，有人认为他隱藏自己。永嘉五年正月庚辰日（311年2月26日）去世，时年八十。当时刘聪攻洛阳，朝廷没有来得及赠谥号。

## 家庭
有二子，皆为善士：世子司马广早卒；次子司马永太熙年间封安德县公，散骑常侍，永嘉之乱遇难，合门被杀。

## 評價
- 《晉書》：「平原性理不恆，世莫之測。及其處亂離之際，屬交爭之秋，而能遠害全身，享茲介福，其愚不可及已！」「幹雖靜退，性乖恆理。」

## 延伸阅读
[在维基数据编辑]
 《晉書·卷038》，出自房玄齡《晉書》